# Denton, Dover
Denton är en by i civil parish Denton with Wootton, i distriktet Dover, i grevskapet Kent, i England. Byn är belägen 12 km från Canterbury. Denton var en civil parish fram till 1963 när blev den en del av Denton with Wootton. Civil parish hade 137 invånare år 1961. Byn nämndes i Domedagsboken (Domesday Book) år 1086, och kallades då Danetone.